# Hans Stefan Santesson
Hans Stefan Santesson, född 8 juli 1914 i Paris i Frankrike, död 18 februari 1975 i Edgewater, New Jersey, USA, var en svensk-amerikansk författare.
Hans Stefan Santesson tillbringade sina tidiga barndomsår i Sverige. Hans föräldrar var skulptören och skriftställaren Nils Santesson och fotografen och reklamtecknaren Astrid Santesson, ogift Medéus. Efter föräldrarnas skilsmässa 1923 flyttade han med modern till USA, där han kom att arbeta med att hjälpa invandrare och var redaktör för olika tidskrifter. Santesson skrev ett flertal böcker inom science fiction.